# (73031) 2002 EM80
(73031) 2002 EM80 – planetoida z pasa głównego asteroid okrążająca Słońce w ciągu 4,1 lat w średniej odległości 2,56 j.a. Odkryta 12 marca 2002 roku.